# 가치기반수용모델
가치기반 수용모델(Value-based Adoption, VAM)은 새로운 ICT 환경에서 TAM의 한계를 극복하기 위해 Davis et al.(1989)와 Zeithaml(1988)의 지각된 가치를 바탕으로 기술 수용으로 사용자가 얻게 되는 가치를 정확하게 측정하기 위해서, 이익 측면 이외에 비용 측면도 함께 고려하였다는 점에서 그 의의가 있다. 즉, 가치기반 수용모델은 새로운 ICT 환경에서 제공되는 다양한 모바일 인터넷, 모바일 뱅킹, IPTV 등의 서비스를 소비하는 개인을 대상으로 이러한 혜택(benefit)과 손실(sacrifice)의 관점을 종합적으로 고려하여 사용의도 및 선행 요인을 찾고자 하였다는 점에서 TAM 등 기존의 정보기술 수용모델과 차이가 있다. (Kim et al., 2007). 가치기반 수용모델은 새로운 기술 및 서비스를 수용하거나 채택할 때, 이용자가 혜택과 손실을 종합적으로 고려하여 선택 대상의 가치를 판단하는 경향이 있음에 주목하였다(Kim et al. 2007).

## 참고 자료
- Kim, H. W., Chan, H. C., & Gupta, S. (2007). Value-based adoption of mobile internet: an empirical investigation. Decision support systems, 43(1), 111-126.